# Muppet Show Theme Song
«The Muppets show theme song» es una canción producida por Disney e interpretada por la banda estadounidense OK Go. La canción forma parte del álbum de Muppets Show aunque se incluyó en el álbum edición niza de la banda Of the blue colour of the sky.

## Canción
En 2011, la canción fue cubierta por y producida por OK Go y mezclado por Dave Fridmann para el álbum Muppets: The Green Album. El vídeo musical de la portada fue filmado en Los Ángeles, California. Alcanzó el puesto 14 en la lista de álbumes de Canadá.

## Vídeo musical
Los miembros de OK Go se están preparando para cantar "El tema de The Muppet Show" con la ayuda de una máquina elaborada. Sweetums entra y destruye accidentalmente la máquina. La banda se muestra a través de recreaciones de sus propios vídeos musicales y homenajes a los tradicionales sketches Muppet Show. Statler y Waldorf, se muestran brevemente en un momento de ver el vídeo desde un ordenador. El vídeo concluye con una serie de secuencias de sueños pseudo-ficción, como Damian Kulash despertando de terror de la cama. El vídeo hace alusión a anteriores vídeos musicales OK Go, incluyendo:. "Here It Goes Again", "This Too Shall Pass", "All Is Not Lost" y "White Knuckles". El vídeo musical ganó Popular voz "Video Viral" categoría en los Premios Webby XVI. 